# Metil-para-hidroxibenzoát
A metil-para-hidroxibenzoát a p-hidroxibenzoesav (korábbi nevén: parabén) metil-észtere. 
Nátriummal alkotott sója a nátrium-metil-para-hidroxibenzoát (E219).
Az élelmiszeriparban elsősorban tartósítószerként, a különböző gombák (élesztő-, és penészgombák) elleni adalékanyagként alkalmazzák. 
Aszpirinérzékenyek esetén allergiás tüneteket is okozhatnak.
A VIII. Magyar Gyógyszerkönyvben  Methylis parahydroxybenzoas    néven hivatalos.  